# Djenar Maesa Ayu
Djenar Maesa Ayu cũng gọi là Nay,, sinh tại Jakarta, Indonesia ngày 14.1.1973, là nhà văn viết tiểu thuyết, truyện ngắn, kịch bản phim, nữ diễn viên và đạo diễn phim người Indonesia. Chị cũng là mẹ của hai con gái và bà ngoại của một cháu gái. Tác phẩm của chị tùy từng trường hợp được mô tả là "khêu gợi và giật gân", độc đáo và can đảm.

## Cuộc đời và Sự nghiệp
Là con gái của đạo diễn điện ảnh Sjuman Djaya và nữ diễn viên Tuti Kirana, Djenar Maesa Ayu bắt đầu viết truyện từ khi học ở trường tiểu học. Sau khi tốt nghiệp đại học, Djenar làm người giới thiệu chương trình truyền hình trong thời gian ngắn, rồi bắt đầu viết chuyên nghiệp.
Tác phẩm đầu tay của Djenar là một tập 11 truyện ngắn có tên là Mereka Bilang, Saya Monyet! (They say I'm a Monkey), viết trong năm 2001 và xuất bản năm 2003. Năm 2004, một năm sau khi xuất bản tập truyện ngắn Mereka Bilang, Saya Monyet, chị xuất bản 10 tác phẩm, trong đó có 1 quyển được đề cử cho "Giải Văn học Khatulisitwa". Quyển này sau đó đã được Michael N. Garcia của Đại học Cornell dịch sang tiếng Anh; bản dịch tiếng Anh, cùng với quyển Nayla, tiểu thuyết đầu tay của chị, được đưa ra trong "Liên hoan văn học Ubud" năm 2005. Quyển thứ hai của chị, Jangan Main-Main (dengan Kelaminmu) (Don't Play (with Your Genitals)), cũng là một tập gồm 11 truyện ngắn, được đề cử cho "Giải văn học Khatulistiwa" năm 2004. Nayla, được xuất bản năm 2005,tiếp theo là Cerita Pendek Tentang Cerita Cinta Pendek (Short Stories about Short Stories), xuất bản năm 2006.
Nhiều truyện ngắn của Djenar được đăng trên các báo của Indonesia, trong đó có Kompas, Koran Tempo, The Jakarta Post, Lampung Post và Republika, cũng như trên tạp chí như Cosmopolitan Indonesia và Djakarta!. Giải truyện ngắn hay nhất đã được trao cho 2 truyện ngắn của chị, truyện Menyusu Ayah (Breastfeeding Father) năm 2002 và Waktu Nayla (Nayla's Time) năm 2003. Truyện ngắn sau – cùng với truyện Asmoro, đã được chọn in vào Hợp tuyện truyện ngắn chọn lọc của báo Kompas.
Tuyển tập truyện ngắn 1 Perempuan, 14 Laki-laki (1 Woman, 14 Men) của Djenar - gọi như vậy vì nó gồm 14 truyện ngắn viết chung với 14 người nam, được phát hành vào ngày 14.1.2011, ngày kỷ niệm sinh nhật thứ 38 của chị. Tác phẩm được gợi hứng bởi việc cộng tác thành công trước đây của Djenar với tác giả Agus Noor, dẫn tới kết quả là truyện ngắn Kunang-kunang Dalam Bir (Fireflies in a Glass of Beer), được đăng trên báo Kompas. Hiện nay chị đang viết quyển tiểu thuyết mới, Ranjang (Bed), mà cốt truyện được lấy ý bởi các truyện ngắn từ Petualangan Celana Dalam (The Undergarment Adventures), một tuyển tập truyện ngắn của một cộng tác viên khác của chị, Nugroho Suksmanto.
Năm 2008 Djenar bắt đầu làm đạo diễn phim, với kịch bản chuyển thể từ tuyển tập Mereka Bilang, Saya Monyet!. Phim này dựa trên 2 truyện ngắn trong tuyển tập: Lintah (Leech) và Melukis Jendela (Painting the Window). Djenar cũng làm diễn viên và đã xuất hiện trên nhiềi phim của Indonesia.

## Một số tác phẩm

### Tuyển tập truyện ngắn
- Mereka Bilang, Saya Monyet (They Say I'm a Monkey), 2001
- Jangan Main-Main (dengan Kelaminmu) (Don't play (with your sex)), 2003
- Cerita Pendek Tentang Cerita Cinta Pendek(A Short story about a Story of Short Love), 2006
- 1 Perempuan, 14 Laki-laki (1 Woman, 14 Men), 2011

### Tiểu thuyết
- Nayla, 2005

## Danh mục phim
- Boneka dari Indiana (Doll from Indiana)1990
- Koper (The Lost Suitcase) 2006
- Cinta Setaman 2008
- Dikejar Setan (Overtaken by Satan) 2009
- Melodi (Melody) 2010
- Purple Love (2011)